# Линдберг, Мари
Мари Линдберг (швед. Marie Lindberg, Пустой шаблон {{ВД-Преамбула}} ) — шведская профессиональная шоссейная велогонщица, велокроссер. Трёхкратная чемпионка Швеции по шоссейному велоспорту среди юниоров (2004, 2005).

## Карьера
Мари Линдберг выступала в шоссейных гонках с юниорского уровня до завершения карьеры в 2012 году. Она приняла участие в юниорском чемпионате мира 2005 года, где заняла 12-е место в индивидуальной гонке с раздельным стартом и 14-е место в групповой гонке.
В начале своей профессиональной карьеры Линдберг присоединилась к немецкой женской команде UCI, Equipe Nürnberger Versicherung, где выступала с 2007 по 2009 годы.
Во время выступлений за Nürnberger она одержала свою единственную профессиональную победу: выиграла второй этап немецкой серии гонок, включающей Internationale Paderborner Radrennen в августе 2007 года.
В сезоне 2009 года она завоевала бронзовую медаль в групповой гонке на чемпионате Швеции, уступив лишь Йенни Стенерхаг и Карин Ауне. В том же году на международной арене она финишировала 2-й на 2-м этапе и заняла 4-е место в генеральной классификации на престижной гонке Тур острова Чунмин.
В 2010 году Линдберг перешла в команду Red Sun Cycling Team. На национальном чемпионате Швеции 2010 года она завоевала серебро в групповой гонке, проиграв Эмме Юханссон, и стала 4-й в раздельной гонке (ITT).
Сезон 2011 года Линдберг провела как руководитель новой немецкой команды Abus Nutrixxion. Этот год принёс ей попадания в десятку на европейских однодневных гонках: 4‑е место на Омлоп ван хет Хегеланд и финиш в гонке Дрентсе Ахт ван Вестервелд.
Мари Линдберг представляла сборную Швеции на чемпионатах мира по шоссейному велоспорту четыре раза: в 2006, 2009, 2010 и 2011 годах.
Последний сезон профессиональной карьеры — 2012 — она провела в нидерландской Kleo Ladies Team, затем завершила выступления.

## Достижения

### Шоссе
2004
 Чемпионат Швеции — групповая гонка U19
 Чемпионат Швеции — индивидуальная гонка U19
2005
 Чемпионат Швеции — индивидуальная гонка U19
4-я на чемпионате Швеции — групповая гонка U19
8-я на чемпионате Европы — индивидуальная гонка U19
2006
7-я на чемпионате Швеции — индивидуальная гонка
5-я на 2-м этапе Женского Тура — На приз Чешской Швейцарии
Еврегио Ледис Тур
8-я на 3-м этапе
9-я на 4-м этапе
9-я в очковой классификации
3-я в молодёжной классификации
2007
Эмакумин Бира
10-я на 1-м этапе
10-я в молодёжной классификации
3-я на чемпионате Швеции — индивидуальная гонка
8-я на чемпионате Швеции — групповая гонка
6-я на 4-м этапе Женского Тура — На приз Чешской Швейцарии
2008
8-я на чемпионате Швеции — групповая гонка
3-я на Опен Воргорда TTT
8-я на прологе Альбштадт-Фрауэн-Этаппенреннен
2-я в молодёжной классификации Холланд Ледис Тур
2009
Тур острова Чунмин
8-я на 1-м этапе
2-я на 2-м этапе
4-я на 3-м этапе
6-я на 4-м этапе
4-я в очковой классификации
4-я в генеральной классификации
3-я в молодёжной классификации Стер Зеувс Эйанден
9-я на чемпионате Швеции — индивидуальная гонка
3-я на чемпионате Швеции — групповая гонка
Альбштадт-Фрауэн-Этаппенреннен
8-я на прологе
5-я в молодёжной классификации
7-я в генеральной классификации
2-я на 1-м этапе Джиро ди Тоскана — Мемориал Микелы Фанини
2010
6-я на Омлоп ван хет Хегеланд
9-я на Туре Дренте
5-я на 4-м этапе Грация Орлова
Тур де л’Од феминин
6-я на 2-м этапе
10-я в спринтерской классификации
10-я в молодёжной классификации
3-я на Терме Кассеейеномлоп
Стер Зеувс Эйанден
9-я на 1-м этапе
9-я на 2-м этапе
8-я в генеральной классификации
4-я на чемпионате Швеции — индивидуальная гонка
2-я на чемпионате Швеции — групповая гонка
7-я на Опен Воргорда TTT
2-я на Эрондегемсе Пейл
8-я на 1-м этапе Джиро ди Тоскана — Мемориал Микелы Фанини
2011
4-я на Омлоп ван хет Хегеланд
2012
7-я на чемпионате Швеции — групповая гонка
4-я на чемпионате Швеции — индивидуальная гонка

### Велокросс
2011
6-я на чемпионате Швеции

### Статистика выступления наГранд-турах
| Гонка / Год          | 2009 | 2010 |
| -------------------- | ---- | ---- |
| Рут де Франс феминин | DNF  | —    |
| Тур де л'Од феминин  | —    | 54   |

### Рейтинги
| Год                 | 2009 | 2010 | 2011  | 2012  |
| ------------------- | ---- | ---- | ----- | ----- |
| Мировой рейтинг UCI | 71-й | 65-й | 165-й | 323-й |
|                     |      |      |       |       |
| Источник: UCI       |      |      |       |       |